# Znak Vratislavi
Znak Vratislavi, polského města, sídla Dolnoslezského vojvodství a historického hlavního města Slezska, je tvořen čtvrceným štítem s kruhovým srdečním štítkem.
- Český lev (heraldicky pravý horní roh) – symbol přináležitosti k někdejší České koruně
- Slezská orlice (levý horní roh) – znamená, že Vratislav je hlavním městem Slezska
- Hlava sv. Jana Křtitele (uprostřed) – patron vratislavské katedrály i samotného města; hlava je umístěna na stříbrném podnosu
- Písmeno W (pravý dolní roh) – iniciála českého knížete Vratislava (Wratislaus), legendárního zakladatele města
- Busta sv. Jana Evanglisty (levý dolní roh) – patron radniční kaple

## Historie
Znak udělil městu v roce 1530 Ferdinand I. Habsburský, král český a uherský. V roce 1938 byl nacistickou vládou znak změněn (slezská orlice se stříbrnou páskou na křídlech a Železný kříž). Po válce se znakem města stala orlice, přičemž byla napůl slezská a napůl polská, což mělo symbolizovat sepjatost města a regionu s Polskem. V roce 1990 se město vrátilo ke grafice původního znaku města Vratislav, kde uprostřed zvýraznili sťatou hlavu sv. Jana Křtitele na stříbrném podnosu.

Znak Vratislavi (před 1530)
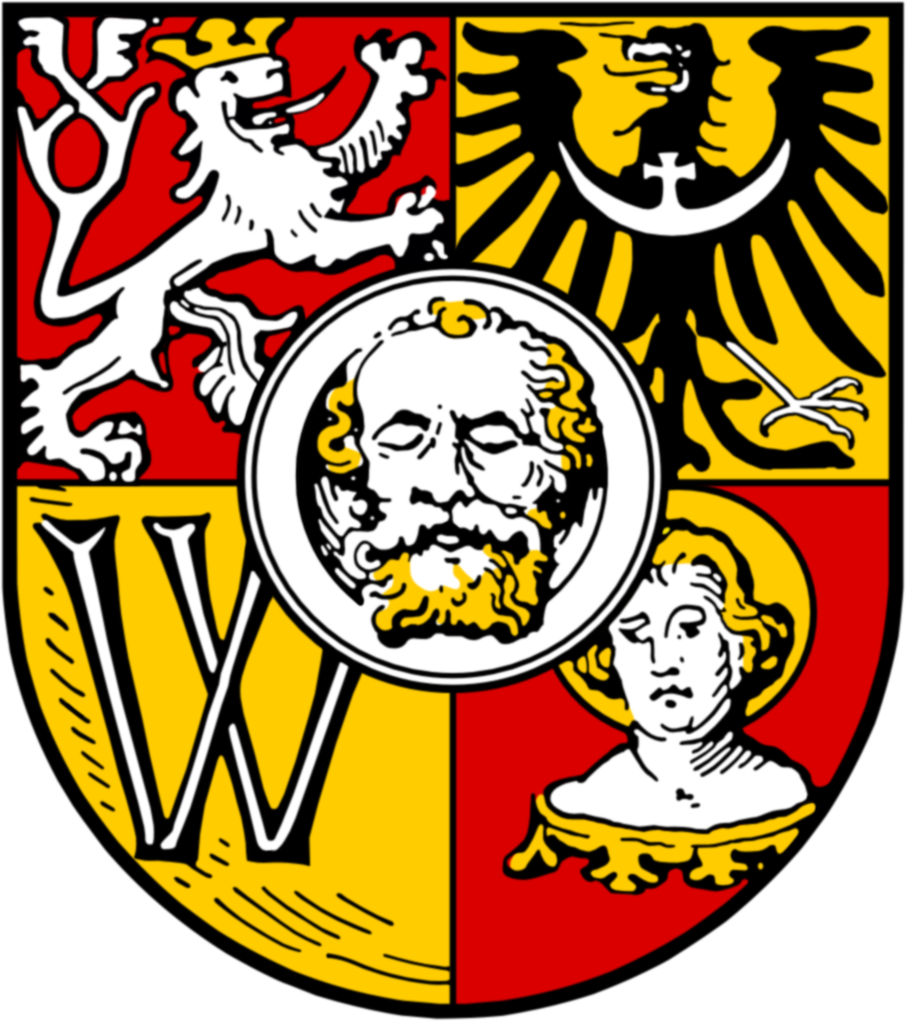
Znak Vratislavi (1530–1938)
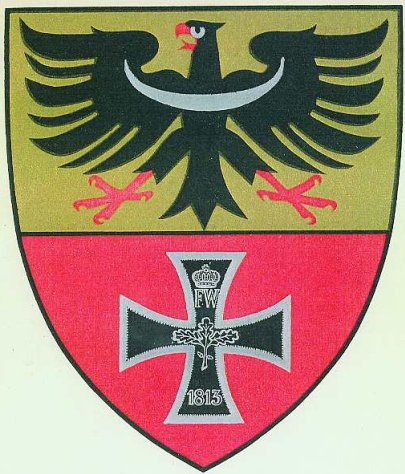
Znak Vratislavi (1938–1945)
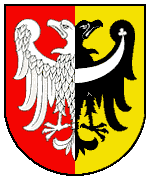
Znak Vratislavi (1948–1990)